# Broderick Crawford
William Broderick Crawford, född 9 december 1911 i Philadelphia, Pennsylvania, död 26 april 1986 i Rancho Mirage, Kalifornien, var en amerikansk skådespelare. Han var son till skådespelarna Lester Crawford och Helen Broderick.
Han uppträdde i varietéer och i radio innan han 1932 gjorde scendebut i London. Debut på Broadway 1933, där en av hans största framgångar var i rollen som Lennie i John Steinbecks Möss och människor.
Filmdebut 1937 i Woman Chases Man. I många år hade han endast småroller, innan han 1949 fick sitt stora genombrott i Alla kungens män, för vilken han belönades med en Oscar för bästa skådespelare. Han hade ytterligare några ledande roller, innan han hamnade i "facket" som hårdför gangster i spanska och italienska westerns under 1960-talet.

## Filmografi
- 1937 – Woman Chases Man
- 1939 – På ärans fält
- 1940 – Sju syndare
- 1941 – Mysteriet svarta katten
- 1942 – Kampen om Klondyke
- 1949 – Alla kungens män
- 1950 – Född i går
- 1954 – Mord på nattexpressen
- 1955 – Ej som en främling
- 1955 – Skurken
- 1956 – Första kulan dödar
- 1966 – Vägen till Oscar
- 1978 – Makten och oärligheten